# Николаос Котас
Николаос Георгиу Котас (на гръцки: Νικόλαος Γεωργίου Κώττας) е просветен деец, политик и революционер, деец на Гръцката въоръжена пропаганда в Македония.

## Биография
Роден е в 1885 година в халкидическото гръцко село Равна, тогава в Османската империя, днес Петрокераса, Гърция. Работи като учител и взима участие в гръцката революционна борба в Македония. Учи право в Атинския университет и от 1917 до 1956 година работи като адвокат в Солун. Директор е и колумнист в македонския вестник „Пали“. В периода 1922 – 1924 година е общински съветник в Солун. На изборите в 1932 година е избран за депутат от Солун с Народната партия и е преизбиран през 1935, 1936 и 1946 година. Заема длъжността генерал-губернатор на Северна Гърция от 25 април 1946 година до оставката си на 4 ноември 1946 година.
Умира на 8 март 1981 година и е погребан на 9 март в родното му село Петрокераса.